# Lasioglossum familiare
Lasioglossum familiare is een vliesvleugelig insect uit de familie Halictidae. De wetenschappelijke naam van de soort is voor het eerst geldig gepubliceerd in 1842 door Erichson.